# Anatolij Szemjonovics Levcsenko
Anatolij Szemjonovics Levcsenko (oroszul: Анатолий Семёнович Левченко; Osznovinci, Ukrán SZSZK, 1941. május 5.– Moszkva, 1988. augusztus 6.) ukrán származású szovjet űrhajós.

## Életpálya
Ukrajna Harkivi területének Krasznokutszki járásában, Osznovinci faluban született. Apja, Szemen Pavlovics Levcsenko (1904–1943) lakatos és gépkocsi vezető volt. A második világháborúban katonaként szolgált, 1943-ban járművét bombatalálat érte. Anyja, Paraszka Trihimivna Levcsenko (1904–1968) óvónő és óvoda-vezető volt. Anyai ágon felmenői közé tartozik Ivan Nazarovics Karazin botanikus, a krasznokutszki arborétum alapítója. 1958-ban végezte el a krasznokutszki középiskolát, utána a Harkivi Repülőmérnöki Főiskolára jelentkezett. A főiskolát azonban nem kezdte el, a középiskola után egy évet a Krasznokutszki Kertészeti Kutatóintézetben kertészként dolgozott. 1959-ben pilótának jelentkezett a Krenencsuki Repülőtiszti Főiskolára. A főiskola átszervezése miatt még abban az évben átkerült a Csernyihivi Repülőtiszti Főiskolára, ahol 1964-ben végzett. 1970-ig repülő tisztként szolgált a Szovjet Légierő különféle alakulatainál: kezdetben a Lipecki területen, később a Türkmén SZSZK-ban. 1965-ben tagja lett az SZKP-nak. 1970-ben a légierőnél tartalék állományba került.
1971-ben elvégezte a Gromov Repülő-kísérleti Intézet berepülőpilóta-iskoláját és az intézet berepülő pilótája lett. 87 fajta repülőgépen repült – vadászgépeken, bombázókon, szállító repülőgépeken. 1971-ben IV. osztályú, 1979-ben I. osztályú tesztpilóta. 1977. július 12-én választották ki űrhajósnak. 1978 decemberétől 1980 júliusáig a Buran űrrepülőgép egyik tesztpilótája. 1987. márciustól részesült űrhajóskiképzésben. Összesen 7 napot, 21 órát és 58 percet töltött a világűrben. 1988. augusztus 6-án hunyt el, agydaganata volt. Sírja Zsukovszkijban található.

## Űrrepülések
Szojuz TM–4, a Buran űrrepülőgép kiképzett pilótájaként egy hétig ismerkedett a Mir űrállomással. A tervek szerint az első Buran űrrepülőgép-repülés tartalék-parancsnoka lett volna. A Szojuz TM–3 fedélzetén tért vissza a Földre.

## Magánélete
A Gromov Repülő-kísérleti Intézetben ismerkedett meg Ljudmila Nyikolajevna Kosztrominával, az intézet repülési és műszaki dokumentációs irodájának a vezetőjével, akivel hamarosan összeházasodott. 1974-ben született meg fiuk, Kirill. Kedvelt időtöltése a túrázás, síelés és az úszás volt.